# 東亞短頸蘚
東亞短頸蘚（学名：Diphyscium fulvifolium）为短頸蘚科短頸蘚屬下的一个种。